# Маржангулово
Маржангу́лово  (баш. Мәрйәмғол) — деревня в Дуванском районе Республики Башкортостан Российской Федерации. Входит в состав Ариевского сельсовета.

## География

### Географическое положение
Протекает река Аньяк (Анзяк).
Расстояние до:
- районного центра (Месягутово): 15 км,
- центра сельсовета (Ариево): 0.5 км,
- ближайшей ж/д станции (Сулея): 95 км.

## История
Основатель: Маржангул. Его сыновья: Казыбай Марзенгулов (1740—1820; его сыновья — юртовый старшина Кадырберды и Худайберды), Алкай Марзенгулов (1754—1834; его сын Рахимгул Алкаев).

## Население
| 1795 | 1816 | 1834 | 1859 | 1870 | 1920 |
| ---- | ---- | ---- | ---- | ---- | ---- |
| 78   | ↗130 | ↗216 | ↗296 | ↗329 | ↗613 |
| 2002 | 2010 |      |      |      |      |
| ↘220 | ↗231 |      |      |      |      |